# Mabel Gardiner Hubbard
Mabel Gardiner Hubbard (25 de noviembre de 1857 - 3 de enero de 1923), era hija del abogado y financiero de Boston Gardiner Greene Hubbard. Cuando se casó con Alexander Graham Bell, que llegaría a ser un eminente científico e inventor del primer teléfono práctico, adoptó el nombre de casada de Mabel Bell.
Desde que se hicieron novios en 1873 hasta que murió Graham Bell en 1922, Mabel experimentó la influencia más significativa de toda su vida. Se dice que Bell emprendió sus experimentos de telecomunicación en un intento de restaurar el oído de Mabel, que había sido irreversiblemente dañado por la escarlatina cuando tenía cinco años, dejándola completamente sorda para el resto de su vida.: 1 

## Biografía

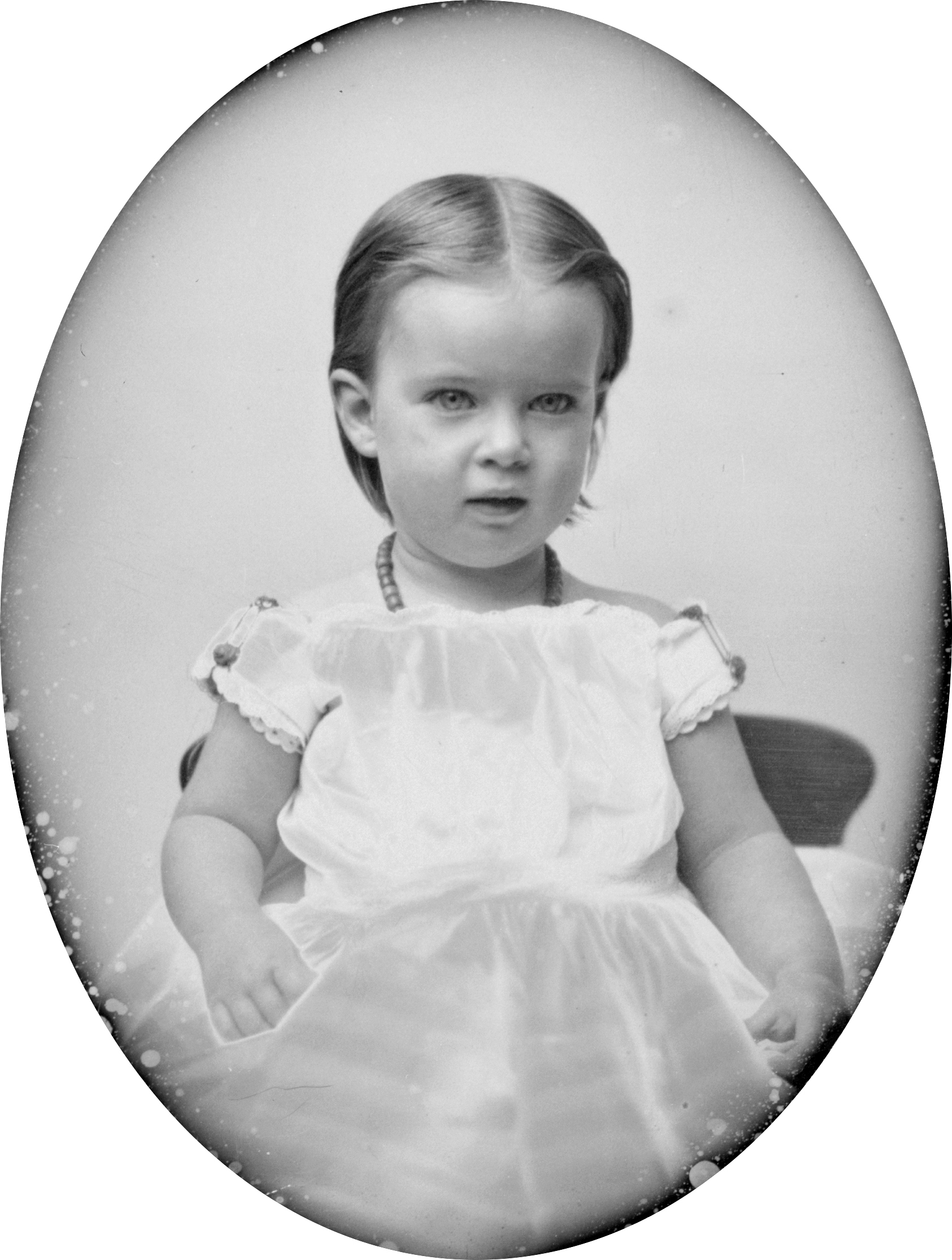
Mabel Hubbard Gardiner Bell de niña, hacia 1860

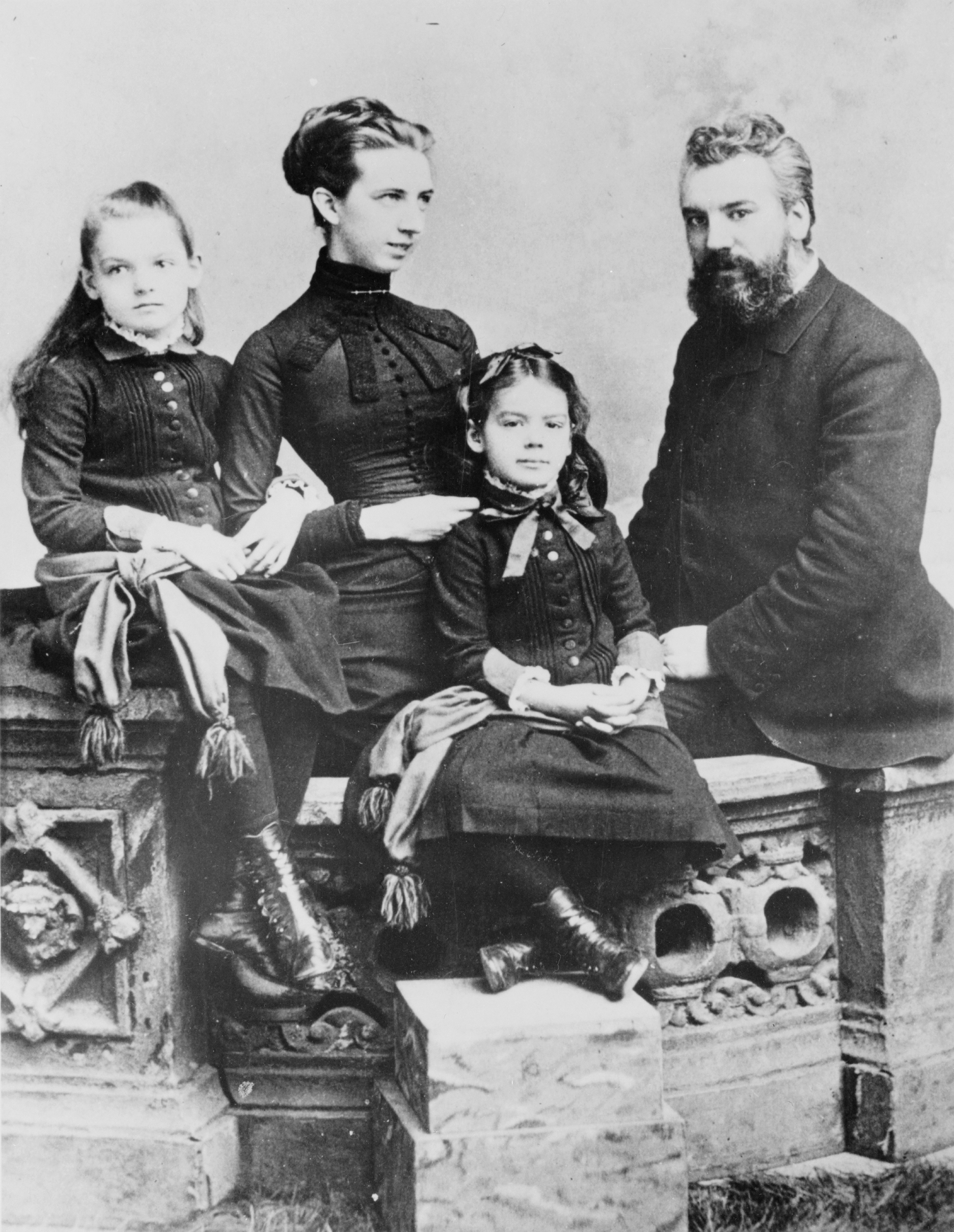
Mabel Gardiner Hubbard con su marido Alexander Graham Bell y sus hijas Elsie (izquierda) y Marian (1885).

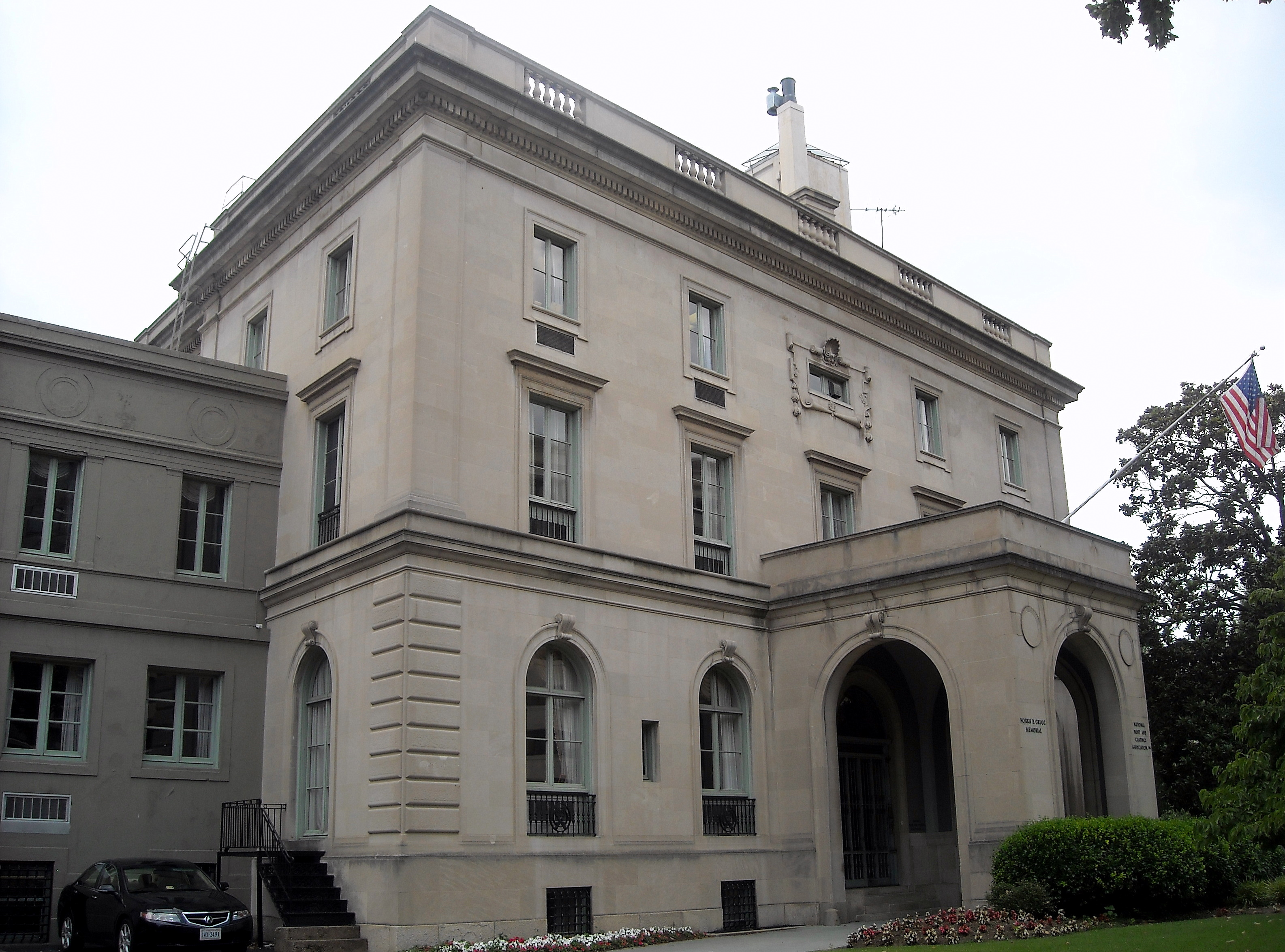
La Mansión Brodhead-Bell-Morton, el hogar de los Bell entre 1882 y 1889 en Washington D. C.

Mabel Gardiner Hubbard nació en 1857 en Cambridge (Massachusetts). Era hija de Gardiner Greene Hubbard y de Gertrude Mercer McCurdy. Padeció un brote de escarlatina al cumplir cinco años en 1862 mientras visitaba a sus abuelos maternos en la ciudad de Nueva York, quedando completamente sorda de forma permanente. La enfermedad también destruyó los sensores vestibulares de su oído interno, dañando además gravemente su sentido del equilibrio, hasta el punto de que le era muy difícil poder andar por la noche en la oscuridad.
El problema de Mabel sirvió de inspiración a su padre, que fundó el primer centro para enseñar a hablar a los sordos en los Estados Unidos, la Escuela Clarke para Sordos. Habiendo sido educada en los Estados Unidos y en Europa, aprendió a hablar y a leer los labios con gran habilidad en varias lenguas. También fue, en parte gracias a la dedicación de sus padres, uno de los primeros niños sordos de su país en aprender a hablar y a leer los labios, lo que le permitió integrarse fácilmente y casi por completo dentro del mundo de las personas con capacidad de oír, un hecho virtualmente desconocido para los sordos de aquella época. Como apoyo a los esfuerzos de sus padres para aumentar la financiación de la educación de los sordos, Mabel habló ante una comisión del Congreso de los Estados Unidos siendo muy joven. Su posterior abandono de la comunidad de personas sordas hasta que la muerte de sus padres la llevaron a asumir sus funciones como benefactora, generó una serie de críticas que la acusaron de avergonzarse de su discapacidad.
Descrita como "fuerte y segura de sí misma", se convirtió en alumna de Graham Bell en su nueva escuela para sordos, y más adelante pasó a ser su confidente. Se casaron el 11 de julio de 1877 en la casa de sus padres de Cambridge, Massachusetts, cuando ella tenía 19 años, diez menos que su marido.
La pareja tuvo cuatro hijos, dos hijas: Elsie May Bell (1878-1964), que se casaría con Gilbert Hovey Grosvenor (vinculado con la National Geographic Society); y Marian Hubbard Bell (1880-1962), conocida como "Daisy", que a punto estuvo de recibir el nombre de Photophone a propuesta de su padre. También tuvieron dos varones, Edward (1881) y Robert (1883), muriendo ambos poco después de nacer, dejando abatidos a sus padres. Desde 1877, Mabel y "Alec", como a ella le gustaba llamarle, vivieron en Washington D. C., en su mansión de Brodhead-Bell, que habitaron durante varios años. A partir de 1888 residieron cada vez más en su propiedad de Beinn Bhreagh (en gaélico, "montaña bonita") , situada en el Cabo Breton, en Nueva Escocia (Canadá).
Tras la muerte de Alec en 1922, Mabel fue perdiendo la vista progresivamente, y se dedicó cada vez más al cuidado de sus hijas, retirándose a un mundo de oscuridad silenciosa. Murió de un cáncer de páncreas en la casa de su hija Marian, en Chevy Chase (Maryland), menos de un año después que su marido. Ambos están enterrados cerca de su casa de Beinn Bhreagh, originalmente su residencia de verano. Su cuerpo fue enterrado en la sepultura de Alexander exactamente un año después de su entierro.: 208  Los restos de ambos descansan juntos bajo un sencillo bloque de granito, cerca de la parte superior de la "montaña bonita" de su propiedad, situada por encima del lago Bras d'Or.

## Sordaante las protestas de Bell

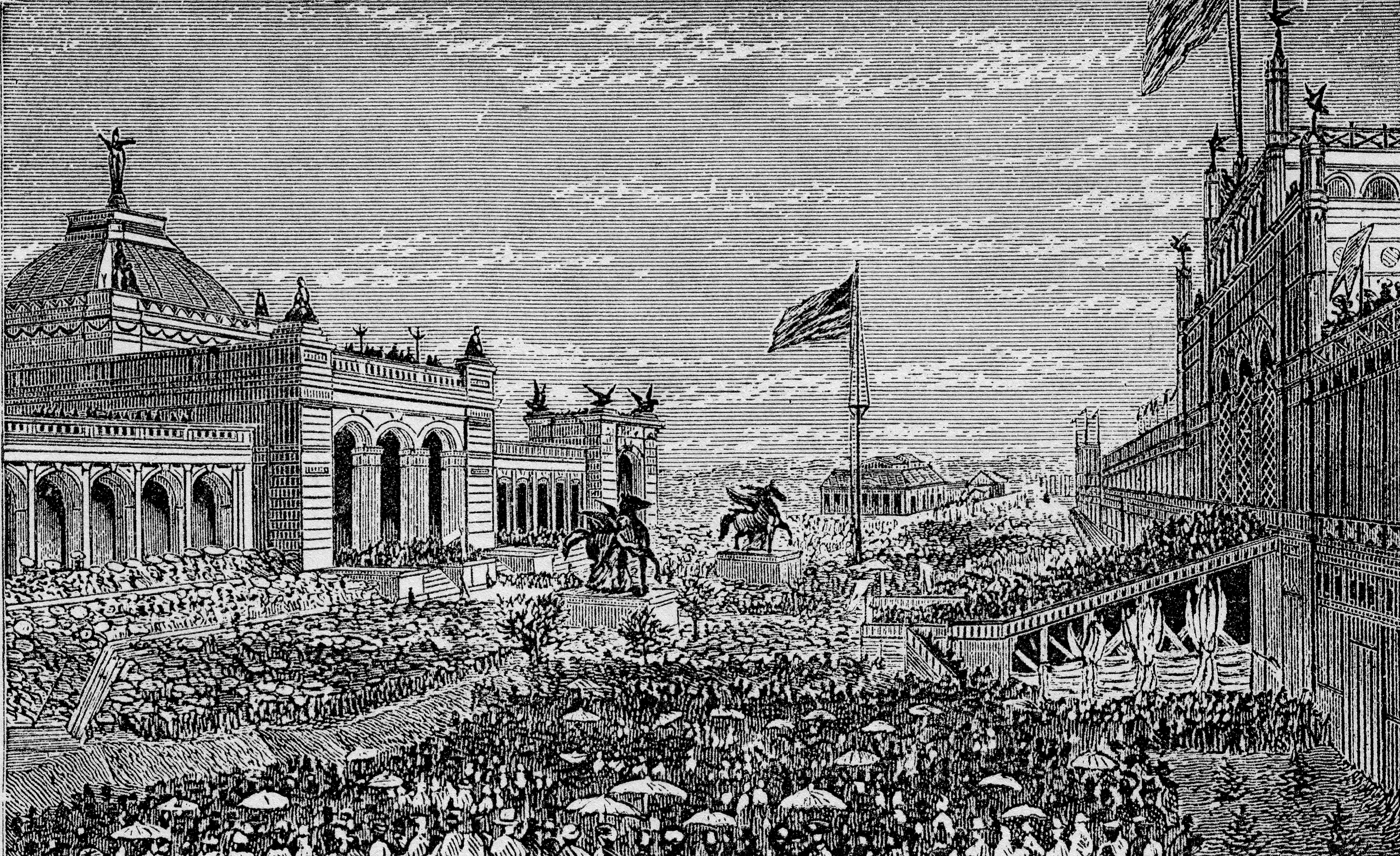
La Exposición del Centenario de 1876 en Filadelfia, impulsó la fama internacional de los Bell

Mabel pudo ser el origen indirecto del temprano éxito comercial de su marido, después de su invención del teléfono. La Exposición Universal de Filadelfia en 1876 supuso que el teléfono inventado por Bell fuese conocido en todo el mundo. El Emperador Pedro II del Brasil y el eminente físico británico William Thomson (Lord Kelvin), jueces de la exposición, recomendaron su dispositivo al Comité de Premios Eléctricos, que concedió a Bell la Medalla de Oro para Equipamiento Eléctrico. También ganó una segunda Medalla de Oro para su discurso visible, por su presentación adicional en la exposición, contribuyendo a propagar su fama internacional. Bell, que entonces era profesor de dedicación exclusiva, no había pensado en presentarse a la feria debido a su intenso programa de enseñanza y de preparación para los exámenes de sus estudiantes. Acudió solo gracias a la insistencia de Mabel, su prometida y futura esposa.
Mabel entendía la resistencia de Bell para acudir a la exposición y mostrar allí sus trabajos. Pero en secreto, compró un billete de tren para Filadelfia, hizo su equipaje, y llevó al sorprendido Bell a la estación de tren de Boston, donde le deseó un buen viaje a su impresionado prometido. Cuando Bell empezó a protestar, Mabel apartó su vista de él, quedando literalmente sorda ante sus ruegos.

## El paquete de acciones de Mabel en la Compañía Telefónica Bell
La Compañía Telefónica Bell fue fundada el 9 de julio de 1877 por el padre de Mabel, Gardiner Greene Hubbard, propietario de 1387 de las 5000 participaciones emitidas, adjudicándosele el cargo de "fiador". Por su parte, Alexander Graham Bell era propietario de 1497 participaciones, pero transfirió inmediatamente casi todas (excepto 10) a su novia Mabel como regalo de boda. Poco tiempo después, justo antes de partir para una larga luna de miel por Europa, Mabel firmó un poder a su abogado que le daba el control de sus participaciones a su padre. Esto hizo que Gardiner Hubbard fuera de facto el presidente y director de la Compañía Telefónica Bell, que tras convertirse en la AT&T, llegaría a ser la compañía telefónica más grande del mundo.

## Apoyo a la investigación aeronáutica
Mabel era muy inteligente, pero normalmente prefería permanecer en un segundo plano, mientras Bell dirigía reuniones y sostenía discusiones científicas con sus colaboradores. Durante muchas décadas, Bell organizó regularmente las noches de los miércoles reuniones intelectuales en un salón de su casa, minuciosamente documentadas en los múltiples volúmenes de sus "notas domésticas". Un tema candente por entonces era la posibilidad de construir un vehículo volador más pesado que el aire. Mabel pensaba que era posible, financiando investigaciones para lograrlo con 20.000 dólares canadienses (una cantidad considerable en 1907, equivalente a unos 450.000 dólares estadounidenses en 2008). En aquel entonces vendió algunos de sus inmuebles y donó este dinero a su marido y a otros cuatro colaboradores para fundar la Asociación Experimental Aérea (AEA), con el propósito de construir "un aeródromo de vuelo práctico para el primer vehículo más pesado que el aire en Canadá, el Dardo de Plata. Basándose en los experimentos científicos financiados por Mabel, la aeronave que diseñaron y construyeron incorporó varias innovaciones técnicas en la técnica de vuelo, incluyendo el control lateral mediante alerones. En parte debido a su fundación de la AEA, pero también por fundar instituciones sociales y educativas, fue nombrada Personaje Histórico Nacional en 2018.

## Lecturas relacionadas
- Grosvenor, Edwin S. and; Wesson, Morgan (1997). Alexander Graham Bell: The Life and Times of the Man Who Invented the Telephone. Nueva York: Harry N. Abrahms, Inc. ISBN 0-8109-4005-1.
- Mackay, James (1997). Sounds Out of Silence: A life of Alexander Graham Bell. Edinburgh: Mainstream Publishing Company,. ISBN 1-85158-833-7.
- MacKenzie, Catherine (1928). Alexander Graham Bell. Boston: Grosset and Dunlap. ISBN 978-0-7661-4385-2.
- MacLeod, Elizabeth (1999). Alexander Graham Bell: An Inventive Life. Toronto: Kids Can Press. ISBN 1-55074-456-9.
- Matthews, Tom L. (1999). Always Inventing: A Photobiography of Alexander Graham Bell. Washington, D. C.: National Geographic Society. ISBN 0-7922-7391-5.
- «Obituary of Mrs. Mabel Gardiner Bell». The New York Times. 23 de enero de 1923.

- Datos: Q6721445
- Multimedia: Mabel Gardiner Hubbard / Q6721445